# Amos Kollek
Amos Kollek ( en hebreo: עמוס קולק‎; Jerusalén, 15 de septiembre de 1947 ) es un director de cine, escritor y actor israelí.

## Biografía
Kollek nació en Jerusalén, es hijo de Teddy Kollek, alcalde de Jerusalén durante mucho tiempo. Estudió psicología y filosofía en la Universidad Hebrea de Jerusalén  y se interesó por el cine después de trabajar como escritor. Produjo su primera película, Goodbye, New York, en 1985. Su película Comida rápida, mujeres activas fue presentada en el Festival de Cine de Cannes de 2000.

## Filmografía

#### Director
| Año  | Título                         | Papel | Notas         |
| ---- | ------------------------------ | ----- | ------------- |
| 1985 | Goodbye, New York              | David |               |
| 1986 | Forever, Lulu                  | Larry |               |
| 1989 | High Stakes                    |       |               |
| 1992 | Lahav Hatzui                   | David |               |
| 1993 | Five Girls                     |       |               |
| 1994 | Whore II                       | Jack  |               |
| 1995 | Teddy Kollek                   |       | Documental    |
| 1997 | Sue                            |       |               |
| 1998 | Fiona                          |       |               |
| 2000 | Comida rápida, mujeres activas |       |               |
| 2001 | Queenie in Love                |       |               |
| 2001 | A Bitter Glory                 |       | TV documental |
| 2002 | Bridget                        |       |               |
| 2008 | Restless                       |       |               |
| 2008 | LL                             |       |               |
| 2012 | The Sumo Wrestler              | Jack  |               |

## Libros
- Don't Ask Me If I Love (1971)
- After They Hang Him (1977)
- Tishali Im Ani Ohev (1980)
- Ha-Tapuah, ha-shir, veha-zahav (1980)
- Ein Leben für Jerusalem (1992)
- Approximately Clint Eastwood (1995)
- Es geschah in Gaza (1996)